# Sidi Kacem
Sidi Kacem (en àrab سيدي قاسم, Sīdī Qāsim; en amazic ⵙⵉⴷⵉ ⵇⴰⵙⴰⵎ) és un municipi de la província de Sidi Kacem, a la regió de Rabat-Salé-Kenitra, al Marroc. Segons el cens de 2014 tenia una població total de 75.672 persones.

## Història
Durant el protectorat francès del Marroc fou anomenada Petitjean, en honor d'un capità francès que hi fou assassinat en maig de 1911 durant la "pacificació" del Marroc. Les primeres prospeccions petrolieres hi foren iniciades pels francesos en 1934; la producció de cru no va començar fins 1939.
Lleugerament al sud de Sidi Kacem, en l'antigüitat, Volubilis va ser una important ciutat romana vora la frontera més occidental de l'Imperi Romà. Fou construïda en el lloc on hi havia un antic assentament cartaginès del segle iii aC o anterior.